# Dimetilaminoetanol
Dimetilaminoetanol,(p-acetamidobenzoato de dimetilamônioetanol). É um composto orgânico, e uma alcanolamina com a fórmula (CH3)2NCH2CH2OH.